# Stromanthe jacquinii
Stromanthe jacquinii es una hierba nativa de Centroamérica y el norte de Suramérica, crece en Venezuela en forma silvestre en las quebradas y zonas sombrías de la Cordillera de la Costa y andina.

## Descripción
Es una hierba de 1 a 3 metros de alto, rizomatosa, los limbos pueden medir hasta 60 cm de largo; es propagable por semilla y por división del rizoma.

## Sinonimia
- Maranta jacquinii Roem. & Schult., Syst. Veg. 1: 558 (1817).
- Maranta juncea Noronha, Verh. Batav. Genootsch. Kunsten 5(4): 20 (1790), nom. inval.
- Maranta lutea Jacq., Collectanea 4: 117 (1791), nom. illeg.
- Thalia lutea Steudn., Index Seminum (B) 1857(App.): 10 (1857).
- Marantopsis lutea Körn., Bull. Soc. Imp. Naturalistes Moscou 35(1): 97 (1862).
- Stromanthe lutea Eichler, Abh. Königl. Akad. Wiss. Berlin 1883: 81 (1884), nom. illeg.
- Myrosma lutea J.F.Macbr., Publ. Field Mus. Nat. Hist., Bot. Ser. 11: 59 (1931), nom. illeg.[4]